# 马木尔
马木尔 Мамыр （1970年1月1日—），中国哈萨克族民谣歌手，擅长演奏冬不拉和吉他。1970年生于新疆奇台县，2002年来到北京组建IZ乐队并发展，后在欧洲进行巡演。因从小由父亲习得哈萨克民歌，故坚持保留哈萨克民歌传统。